# Luar do Sertão
Luar do Sertão é uma toada brasileira de grande popularidade. Seus versos simples e ingênuos elogiam a vida no sertão, especialmente o luar. Foi originalmente um coco sob o título "Engenho de Humaitá". Catulo da Paixão Cearense defendeu em toda a sua vida que era seu autor único, mas hoje em dia se dá crédito da melodia a João Pernambuco (1883-1947). É uma das músicas brasileiras mais gravadas de todos os tempos.

## Polêmica sobre autoria
O tema pode ter origem no coco É do Maitá ou Meu Engenho é do Humaitá, de autor anônimo. Este coco integrava o repertório de João Pernambuco e teria sido por ele transmitido a Catulo, como tantos outros temas. Ao menos, isso é o que se deduz dos depoimentos de personalidades como Heitor Villa-Lobos, Mozart de Araújo, Sílvio Salema e Benjamin de Oliveira, publicados por Henrique Foréis Domingues no livro No tempo de Noel Rosa.
Homem simples, sequer alfabetizado, João Pernambuco, a certa altura de sua vida, queixava-se de ter sido vítima de plágio, por parte de Catulo, quanto à autoria desta modinha. Segundo Mozart Bicalho, Catulo "disse uma vez que o Luar do sertão era uma melodia nortista, mais ou menos pertencente ao domínio folclórico". O próprio Catulo, em entrevista a Joel Silveira, declarou: "Compus o Luar do Sertão ouvindo uma melodia antiga (...) cujo estribilho era assim: 'É do Maitá! É do Maitá'". O historiador Ary Vasconcelos, em Panorama da música popular brasileira na belle époque, diz que teve a oportunidade de ouvir Luperce Miranda tocar ao bandolim duas versões do É do Maitá: a original e "outra modificada por João Pernambuco", esta realmente muito parecida com Luar do sertão".
Leandro Carvalho, estudioso da obra de João Pernambuco e organizador do CD João Pernambuco - O Poeta do Violão (1997), declarou: "Por onde João andava, Catulo estava atrás, anotando tudo; foi o que aconteceu com Luar do Sertão: Catulo ouviu, mudou a letra e disse que era sua".